# AwtoWAS

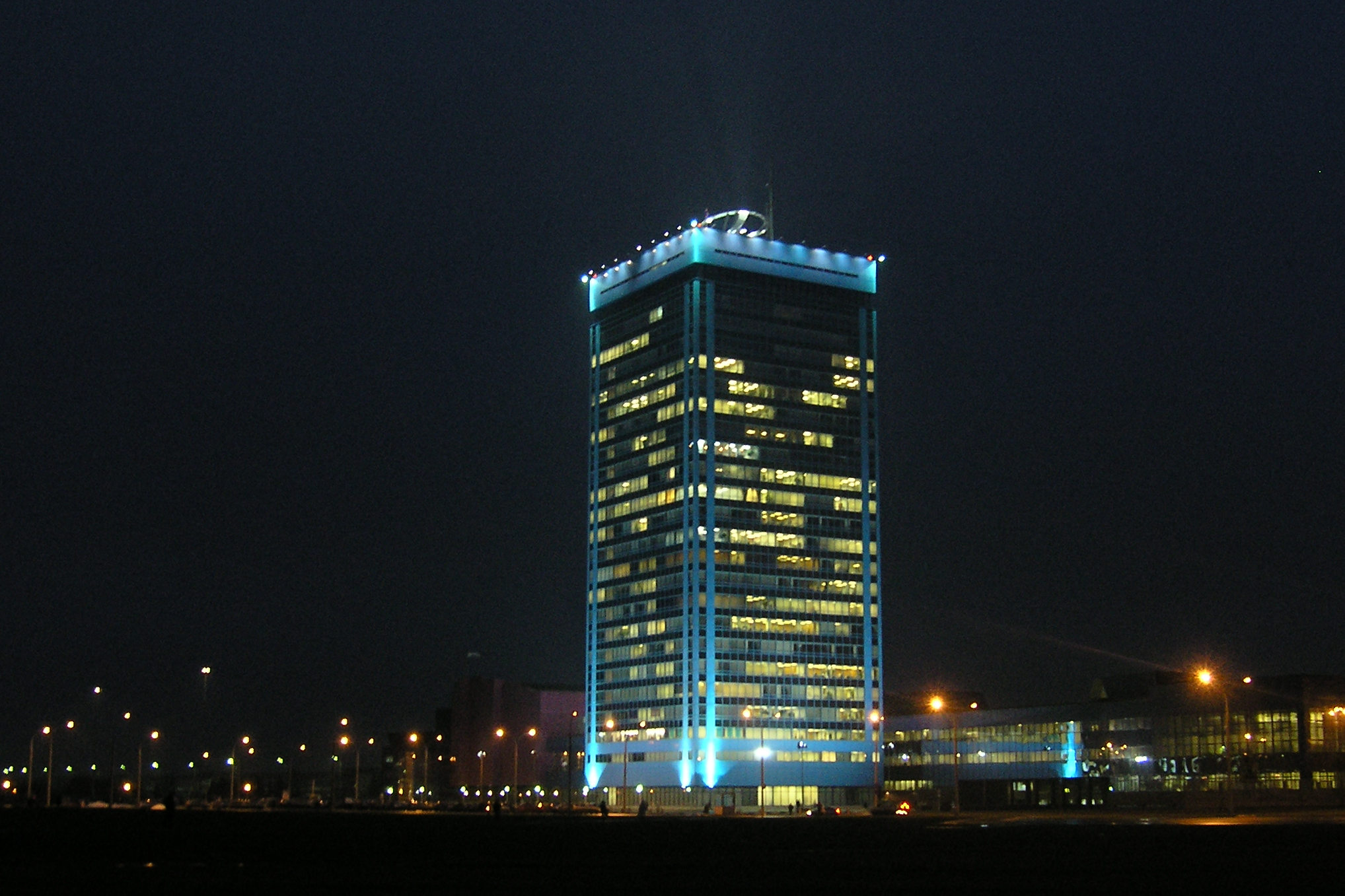
Firmenzentrale in Toljatti

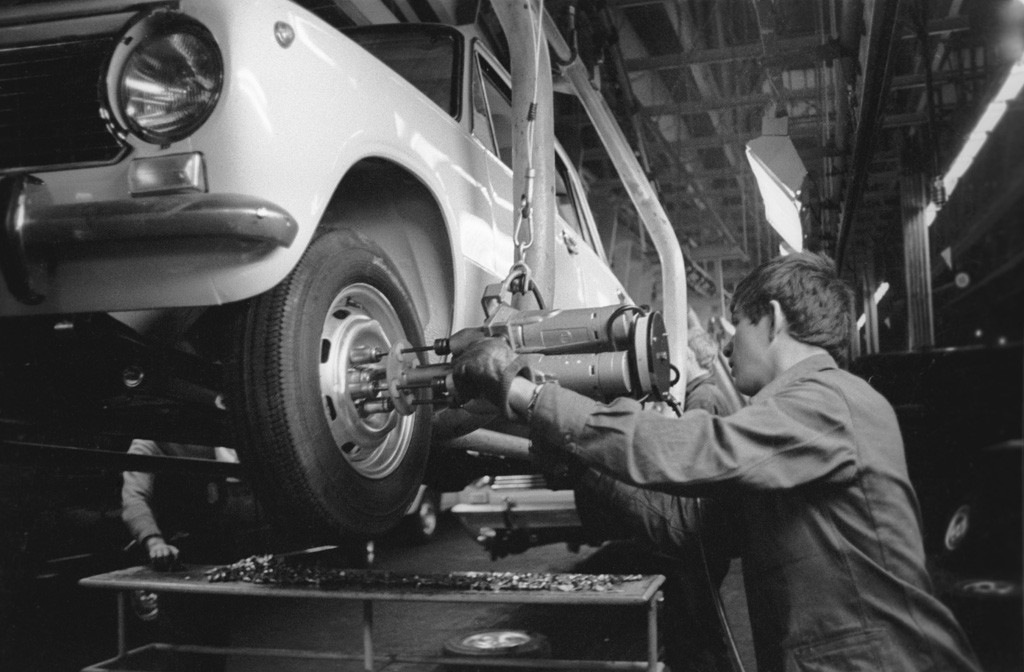
Fahrzeugherstellung in Toljatti, 1969

AwtoWAS (russisch АвтоВАЗ, englische Transkription AvtoVAZ; anfänglich voll ausgeschrieben russisch Волжский автомобильный завод, Wolschskij awtomobilnyj sawod, „Wolga-Automobilwerk“) ist der größte Hersteller von Personenkraftwagen in Russland.
Die Fahrzeuge von AwtoWAS werden unter dem Markennamen Lada (russisch Лада, Lada) verkauft. Anfangs war dieser Name lediglich für den Export ins Ausland gebräuchlich. Im RGW-Gebiet wurde für die Limousinen und Kombis der Name Schiguli (russisch Жигули, in der DDR Shiguli, benannt nach dem „Schiguligebirge“ an der Wolga) verwendet, ab 1976 hießen die Fahrzeuge zumindest in der DDR dann auch „Lada“, der Geländewagen erhielt den Markennamen Niwa.
Das Hauptwerk befindet sich in Toljatti in der Oblast Samara am Mittellauf der Wolga. Ladas werden unter Lizenz in der Ukraine, in Kasachstan, Ägypten, Ecuador und in Uruguay gefertigt.
Nach dem russischen Überfall auf die Ukraine wurde im Mai 2022 der russische Staat der größte Anteilseigner, nachdem das NAMI den Anteil von Renault-Nissan-Mitsubishi übernommen hatte. Weitere Großaktionäre sind die russische Staatsfirma Rostec und die Firmengruppe Troika Dialog. Die Mitarbeiter halten weitere Aktien; acht Prozent der Anteile sind breit gestreut.

## Geschichte
Die Führung der Sowjetunion beschloss Mitte der 1960er-Jahre, fortschrittliche Technik aus dem Ausland für den Bau eines „Fahrzeugs für jedermann“ zu beziehen. Der Entscheid fiel zugunsten des italienischen FIAT-Konzerns. Am Zustandekommen des Geschäfts zwischen Fiat und der sowjetischen Regierung war Palmiro Togliatti, der 1964 verstorbene Vorsitzende der Kommunistischen Partei Italiens, maßgeblich beteiligt gewesen, sodass man die Stadt Stawropol-Wolschski ihm zu Ehren in „Toljatti“ umbenannte.

### Beginn der Produktion im Automobilwerk „Wolschski awtomobilny sawod“ (WAS)
Von 1966 bis 1969 wurde in der Oblast Samara das Automobilwerk Wolschski awtomobilny sawod (Abk. WAS) errichtet, projektiert auf einen Jahresausstoß von 660.000 Pkw. Das Betriebsgelände umfasste 500 Hektar, von denen 30 % überdacht waren. Der Fertigungshallenkomplex hatte eine Fläche von 634.000 m2, die Presserei nahm eine Fläche von 210.000 m2 ein. Auf der Baustelle waren gleichzeitig bis zu 35.000 Bauarbeiter und 10.000 Montagearbeiter tätig. Nach gerade einmal 3½ Jahren Bauzeit rollte 1970 mit dem WAS-2101 der erste Pkw vom Band, eine Variante des Fiat 124 für den sowjetischen Markt. Anfangs erfolgte die Produktion noch unter Beizug italienischer Spezialisten, die im Werk arbeiteten. Fiat selbst baute den Typ 124, der in Europa im Jahr 1967 zum Auto des Jahres gewählt worden war, von 1966 bis 1975. Die Sowjetunion bezahlte die italienische Unterstützung Mutmaßungen zufolge teilweise mit sehr rostanfälligem Recycling-Stahl, den FIAT und Alfa Romeo zum Bau ihrer eigenen Fahrzeuge verwendeten. Die italienischen Fahrzeuge aus dieser Zeit waren sehr rostanfällig, was auf den Stahl zurückzuführen gewesen sei. Allerdings ist es wahrscheinlicher, dass die Bezahlung über die Erhöhung des sowjetischen Ölexports nach Italien erfolgte, zumal Italien eine eigene große Stahlproduktion beheimatete und Netto-Stahl-Exporteur war. Jedoch wurde dem Korrosionsschutz damals in Italien allgemein wenig Aufmerksamkeit geschenkt, Hohlraumversiegelung und Unterbodenschutz wurden dort kaum angewendet. Die Korrosionsbeständigkeit der WAS-Pkw indes war relativ gut. Aufgrund der großen Stückzahlen waren die Kosten der Fabrik bereits im Dezember 1973 amortisiert.
Die Export-Quote war von Anfang an hoch. Hauptabnehmer waren neben den Ostblock-Ländern vor allem die Benelux-Länder, die skandinavischen Länder und die Länder im Nahen Osten. Während die Lada-Modelle in westlichen Ländern als Billig-Autos galten, hatten sie in den Ostblock-Ländern bei Privat-Käufern den Status eines Luxus-Autos. In der DDR wurden sie z. B. umgangssprachlich als „Mercedes des Ostens“ bezeichnet. Zudem waren Lada im gesamten Ostblock von Vietnam bis Kuba seit den 1970er Jahren die meistgenutzten Dienst- und Behördenfahrzeuge.

### Modellentwicklung
Der erste Fahrzeugtyp von AwtoWAS, der WAS-2101, bekam in der Sowjetunion und einigen Ländern des RWG den Markennamen Schiguli (nach dem gleichnamigen Gebirgszug auf dem rechten Wolgaufer, der Stadt Toljatti gegenüber). 1974 führte man für die Exportmodelle den Namen Lada (slawisch für u. a. „Liebchen“, „Geliebte“) ein. Lada klingt ähnlich wie das Wort Ladja; das Ladja ist das auf dem Firmenlogo abgebildete Segelboot. Insgesamt wurden sieben Typen auf Basis des Schigulis gebaut (WAS-2101, WAS-2102, WAS-2103, WAS-2104, WAS-2105, WAS-2106 und WAS-2107), von denen es wiederum verschiedene Baumuster gab. Auf Basis des Typs WAS-2106 entstand der Geländewagen WAS-2121 mit dem Markennamen Niva.
1984 wurde die erste Neuentwicklung vorgestellt, der Samara. Benannt ist das Fahrzeug nach der Millionenstadt Samara und dem gleichnamigen Verwaltungsbezirk, zu dem Togliatti gehört. Im Gegensatz zu den Fiat-124-Nachfolgemodellen (Frontmotor mit Hinterradantrieb) hat der Samara einen quer eingebauten Motor und Frontantrieb. Der Motor wurde zusammen mit Porsche entwickelt. Es gab zunächst einen dreitürigen Kompaktklassewagen (Typ WAS-2108), dem 1987 ein Fünftürer (Typ WAS-2109) und 1990 eine Limousine (Typ WAS-21099) folgten. Die zweite Generation des Samaras erschien 1997 (Typen WAS-2113, WAS-2114, WAS-2115).
1995 wurde der Lada 110 vorgestellt, der später als Lada 111 und Lada 112 angeboten wurde. Er erhielt die Typenbezeichnungen WAS-2110, WAS-2111 und WAS-2112. Er wurde 2007 vom Lada Priora abgelöst, der in den Typen WAS-2170, WAS-2171 und WAS-2172 gebaut wurde. Von 1992 bis 1995 wurde der Moskwitsch-2141 in Deutschland als Lada Aleko verkauft, zeitweise ebenfalls der Kleinstwagen Lada Oka (Typ WAS-1111), der von 1988 bis 1991 in Ischewsk produziert wurde und seitdem in den Automobilfabriken Serpuchowski Awtomobilny Sawod (Serpuchow) und KAMAZ (Miass) hergestellt wurde, bis die Produktion schließlich 2008 beendet wurde. Ferner entstand ein eigener Kleinwagen, der ab 2005 angebotene Lada Kalina mit den Typen WAS-1117, WAS-1118 und WAS-1119. In Westeuropa nicht anzutreffen war der Van Nadeschda (Typ WAS-2120); (seit 1998). Der Niva sollte von einem gemeinsam mit General Motors entwickelten Typ, dem WAS-2123, abgelöst werden. Dieses Vorhaben scheiterte. Stattdessen wurde der WAS-2123 ab 2003 als Chevrolet Niva angeboten, während der ursprüngliche Niva weiterhin in Produktion blieb.
Der Verkauf des Granta, eines in Zusammenarbeit mit Renault entwickelten Kleinwagens, begann im Dezember 2011. Im November 2015 wurde in Russland als Nachfolger des Prioras der Lada Vesta eingeführt, im Januar 2016 der SUV X-Ray. Der Vesta war ab 2017 in Deutschland erhältlich. Ab September 2017 waren in Russland die Kombimodelle Lada Vesta SW und der höher gelegte und Kunststoff beplankte Vesta SW Cross erhältlich. Seit 2020 werden keine Lada mehr in Deutschland verkauft.

### AwtoWAS seit den 1990er Jahren
Nach dem Zusammenbruch der Sowjetunion artete die Korruption im Verkaufssystem aus; jeder Manager bediente sich mit eigenen Verkaufsunternehmen aus dem „kollektiven Eigentum“. Noch 1996 erhielt AwtoWAS von den Verkäufern, darunter Boris Beresowski, weniger als die Produktionskosten, dies durch die Hyperinflation; bis die Autos bezahlt wurden, hatte der vereinbarte Preis nicht mehr denselben Wert. Im Jahre 1997 sollte eine Spezialoperation des Innenministeriums die kriminellen Machenschaften einhegen; 3000 Mitarbeiter der Staatsanwaltschaft, der Steuerbehörden und des Innenministeriums führten eine Razzia durch und fanden bei AwtoWAS Hinweise auf 65 Auftragsmorde unter Händlern.
Die 1993 gegründete Aktiengesellschaft OAO AwtoWAS wurde 2005 wieder ein Unternehmen im überwiegenden Staatsbesitz: Hauptaktionäre waren die staatliche Rüstungsexportagentur Rosoboronexport, die staatliche Industrieholding Rosprom und die staatliche Wneschtorgbank. 2007 stieg die private russische Investmentbank Troika Dialog bei AwtoWAS ein und 2008 beteiligte sich Renault-Nissan B.V. mit 25 Prozent an dem Unternehmen. Weitere 25 Prozent hält die 2007 gegründete Staatsholding Rostechnologii.
Die Finanzkrise ab 2007 führte bei AwtoWAS im Jahr 2009 zu großen Schwierigkeiten. Hatte das Unternehmen im ersten Halbjahr 2008 noch 378.000 Autos verkauft, waren es in der ersten Hälfte des Jahres 2009 noch 169.000 bei einem Personalbestand von 100.000 Beschäftigten. Unternehmenschef Igor Komarow kündigte daraufhin eine Reduzierung des Personals um 22.000 Mitarbeiter an. Aufgrund der Krise ordnete der damalige Ministerpräsident Wladimir Putin hohe Subventionen im Rahmen von 25 Milliarden Rubel (etwa 550 Millionen Euro) für AwtoWAS an.

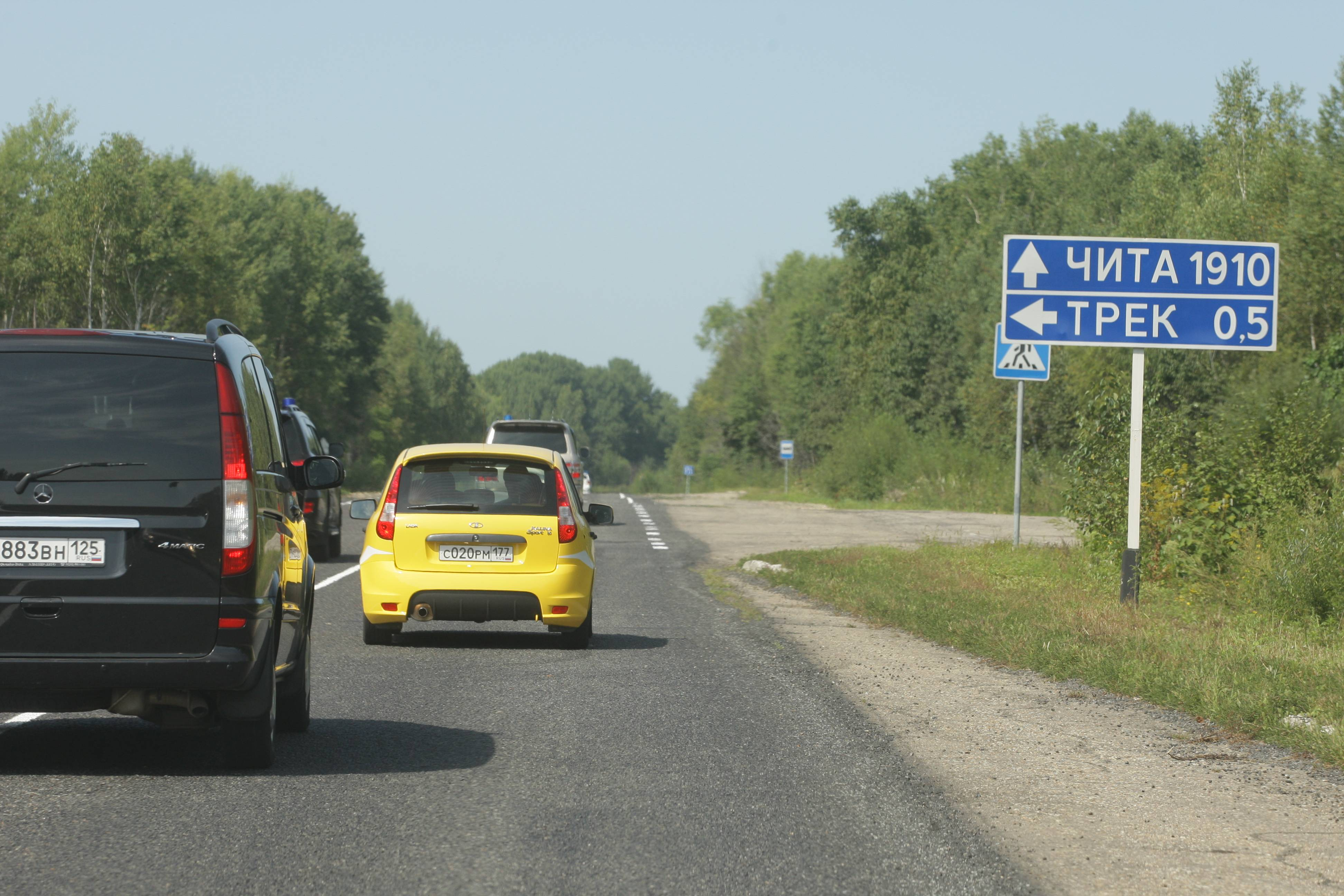
Wladimir Putins Konvoi mit dem Lada Kalina (gelb)

2010 tourte Wladimir Putin mit einem Lada Kalina Sport durch Sibirien, um das eigene Image aufzupolieren und nach den versprochenen Millionen des Staates das Auto zu bewerben. Allerdings erntete er dabei eher Hohn und Spott, da ihn eine Kolonne von über 100 Fahrzeugen begleitete und das Vertrauen in den Lada so gering war, dass immer ein Abschleppwagen mit Ersatzfahrzeug mitfuhr.
Im Mai 2012 gab Renault-Nissan in Paris bekannt, dass die Firma bis 2014 rund 750 Millionen US-Dollar (rd. 607 Mio. Euro) in AwtoWAS investieren wolle und im Gegenzug einen Anteil von 74,5 Prozent an AwtoWAS erhalte. 2013 war von einem weiteren Personalabbau die Rede, welcher bis zu 13.000 Personen umfasste, vorwiegend in der Administration. Der CEO nannte das Beispiel von Managern, die einen einzigen Angestellten managten. Vor dem Jahr 2014 hatte AwtoWAS etliche Jahresabschlüsse mit Verlusten hinnehmen müssen. Der Manager Bo Andersson verwandelte den Konzern gemäß Wedomosti von einem „staatlichen Gigantenwerk in ein normales Werk, das normale Fahrzeuge baut“. Trotzdem wurde Andersson 2016 von russischer Seite aus dem Amt gedrängt und vom französischen Manager Nicolas Maure abgelöst, der im April 2016 die Geschäfte übernahm und bis 2018 leitete. Ihm folgte Yves Caracatzanis ab Juni 2018.
AwtoWAS plante 2020, eine PKW-Produktionsstätte in Kasachstan in Betrieb zu nehmen, welche im vollkontinuierlichen Zyklus Fahrzeuge produziert. Es werden Fahrzeuge in 30 Länder exportiert. Verkaufsgebiete sind jedoch weiterhin Belarus und Kasachstan. In Russland hat Lada im Jahr 2019 rund 360.000 Fahrzeuge verkauft.

### Markenlogo
Auf dem Markenlogo ist ein im Mittelalter in Russland und bei Wikingern weit verbreitetes Segelboot Ladja abgebildet, welche naturgemäß die Wolga unweit des heutigen Werkes befuhren.
Im Jahr 1993 unterzeichnete das Unternehmen Trans Tech Service (TTS), das 1992 von Vyacheslav Zubarev gegründet wurde, einen Vertrag mit AwtoWAS. Im Jahr 1995 wurde das erste vollwertige LADA-Autohaus in Naberezhnye Chelny eröffnet und kam zu direkten Lieferungen aus der Autofabrik. 1995 wurde ein Büro in Kasan eröffnet. Bis 1997 wurden Autos von den Naberezhnye Chelny destilliert. Danach - transportiert mit der Eisenbahn.

## Nach dem russischen Überfall auf die Ukraine
Im Zuge des russischen Überfalls auf die Ukraine gab das russische Ministerium für Handel und Industrie am 16. Mai 2022 bekannt, dass die Anteile von Renault in staatlichen Besitz übergehen. Renault behält aber die Option auf einen Rückkauf. Als Vorsitzender des Verwaltungsrats wurde im Mai 2022 der Vize-Ministerpräsident der Russischen Föderation Denis Manturow eingesetzt. Die Produktion des Lada Vesta wurde wegen fehlender Komponenten eingestellt. Stattdessen wurde die Produktion eines vereinfachten Lada Granta ohne Elektronik wieder aufgenommen. Baugleich zum Bestune T77 ist der Lada X-Cross 5, der im Frühjahr 2023 vorgestellt wurde und im ehemaligen Nissan-Werk in Sankt Petersburg gebaut werden soll.

## Zwangsarbeiter
2023 wurde bekannt, dass das Werk bis Januar 2024 schrittweise rund 2000 Zwangsarbeiter einsetzt, die im Rahmen eines neu aufgebauten Gulag-ähnlichen System rekrutiert werden. Das neue Lagersystem soll ähnlich funktionieren wie der Gulag des 20. Jahrhunderts.

## Marktanteil
Der Marktanteil auf dem russischen Markt sank in den 2010er-Jahren deutlich von 27 % (2010) auf 19 % (2016). Im Jahr 2023 setzte AwtoWAZ 374.000 Autos ab.
2008 wurden in Deutschland 2.248 Lada-Fahrzeuge neu zugelassen, 2015 waren es 825. 2017 waren es 2653 neu zugelassene Lada und 2024 wurden 33 Lada-Fahrzeuge neu zugelassen.
In der Schweiz waren per April 2022 insgesamt 352 Personenwagen dieser Marke registriert, davon hatten 12 den Oldtimerstatus. Dazu kamen 21 Lieferwagen, 6 Motorkarren sowie 79 landwirtschaftliche Motorkarren. In der Schweiz gibt es seit 1973 eine offizielle Lada-Vertretung in Schongau LU.

## Modelle
Modelle

Aura |
Azimut |
EL Lada |
Fora |
Forma |
Gnom |
Granta |
Iskra |
Kalina |
Konsul |
Landaulet |
Largus |
Marsch |
M90 |
Nadjeschda |
Niwa |
Niwa (1998) |
Nova |
Oka |
Pony |
Premier |
Priora |
Riva |
Samara |
Schiguli |
Sputnik |
Silhouette |
Taiga |
Tarsan |
Vesta |
X-Ray
Typen

WAS-1922 |
WAS-1101 |
WAS-1111 |
WAS-1117 |
WAS-1118 |
WAS-1119 |
WAS-1121 |
WAS-1151 |
WAS-1182 |
WAS-1801 |
WAS-2101 |
WAS-2102 |
WAS-2103 |
WAS-2104 |
WAS-2105 |
WAS-2106 |
WAS-2107 |
WAS-2108 |
WAS-2109 |
WAS-2110 |
WAS-2111 |
WAS-2112 |
WAS-2113 |
WAS-2114 |
WAS-2115 |
WAS-2116 |
WAS-2120 |
WAS-2121 |
WAS-2122 |
WAS-2123 |
WAS-2129 |
WAS-2130 |
WAS-2131 |
WAS-2151 |
WAS-2170 |
WAS-2180 |
WAS-2190 |
WAS-2192 |
WAS-2194 |
WAS-2304 |
WAS-2323 |
WAS-2329 |
WAS-2704 |
WAS-2801
Konzept- und Sonderfahrzeuge

Awtoroller |
C-Concept |
C-Cross |
Elf |
Granta WTCC |
Ladoga |
Neoklassik |
Oka-2 |
Rapan |
Reka |
Revolution |
Silhouette |
Tourist

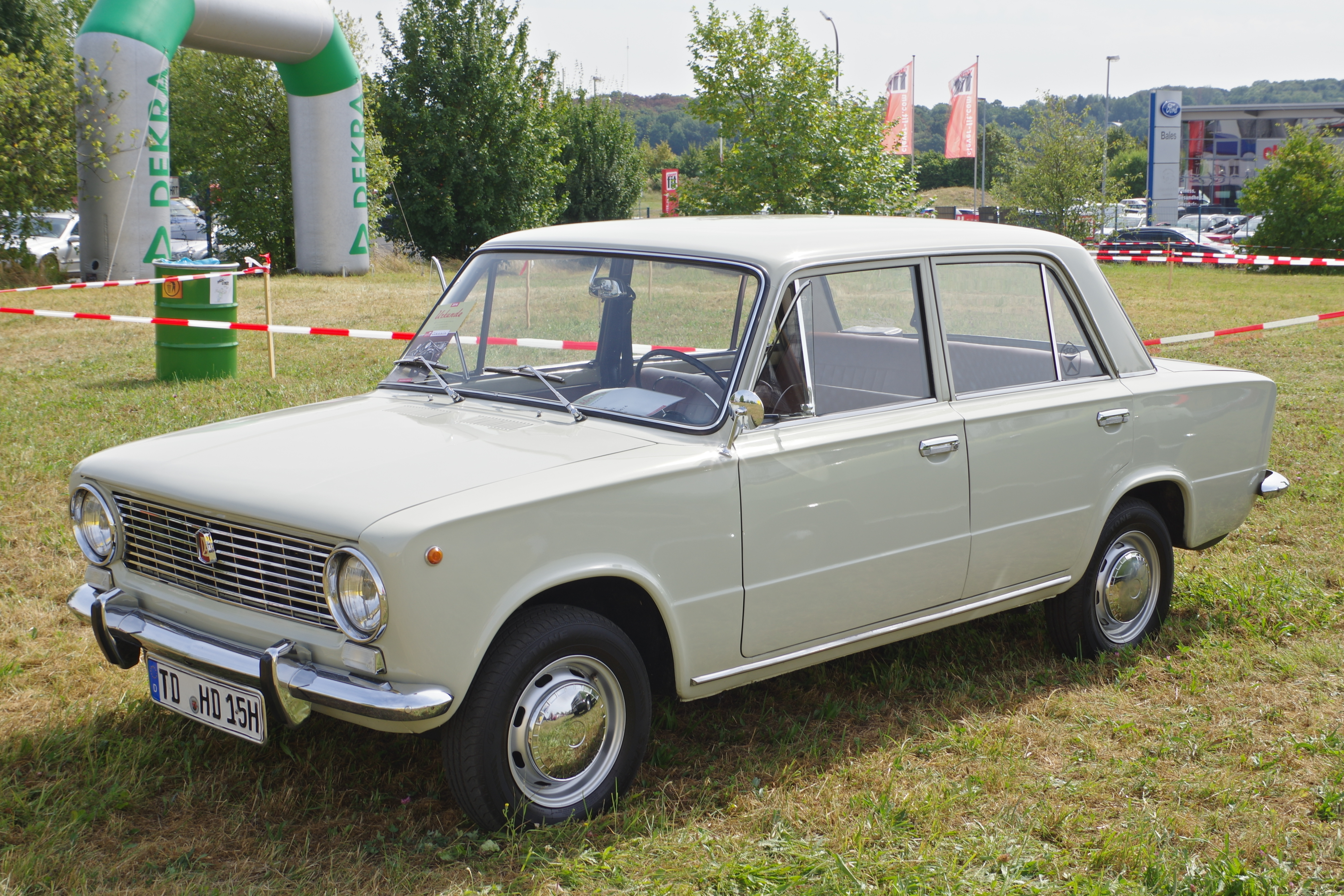
WAS-2101 „Schiguli“ oder „Lada“
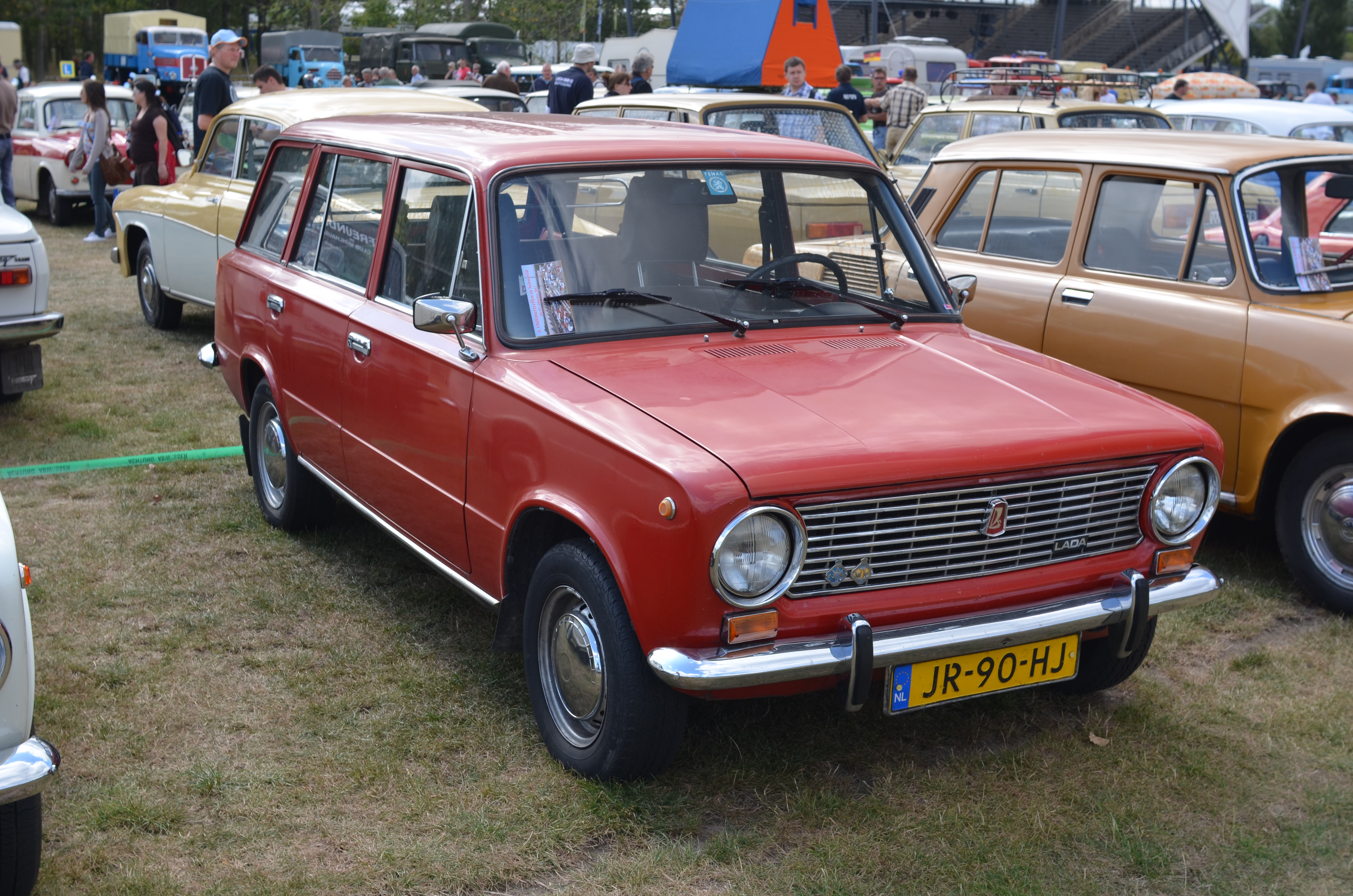
WAS-2102 „Schiguli“ oder „Lada“
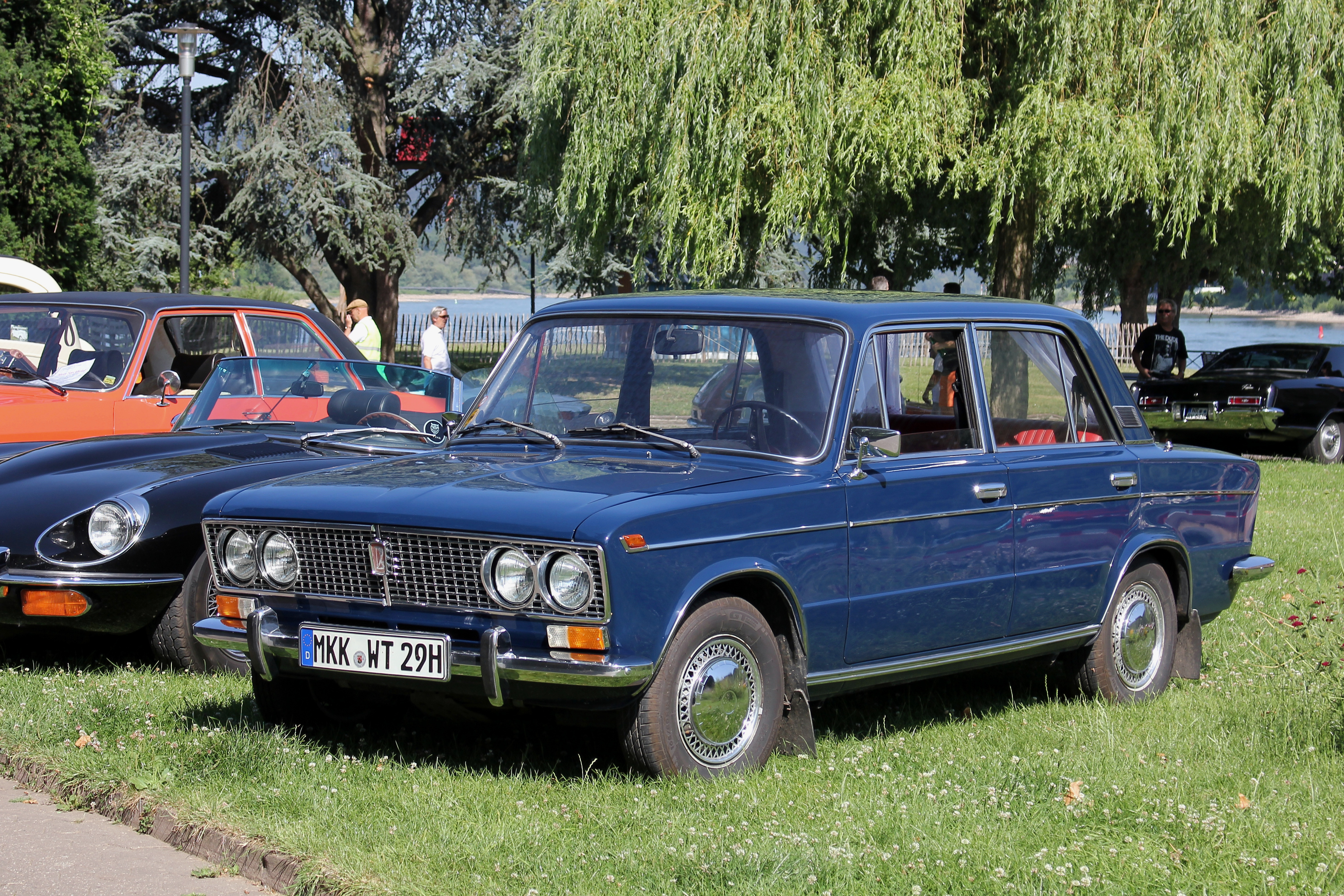
WAS-2103 „Lada 1500“
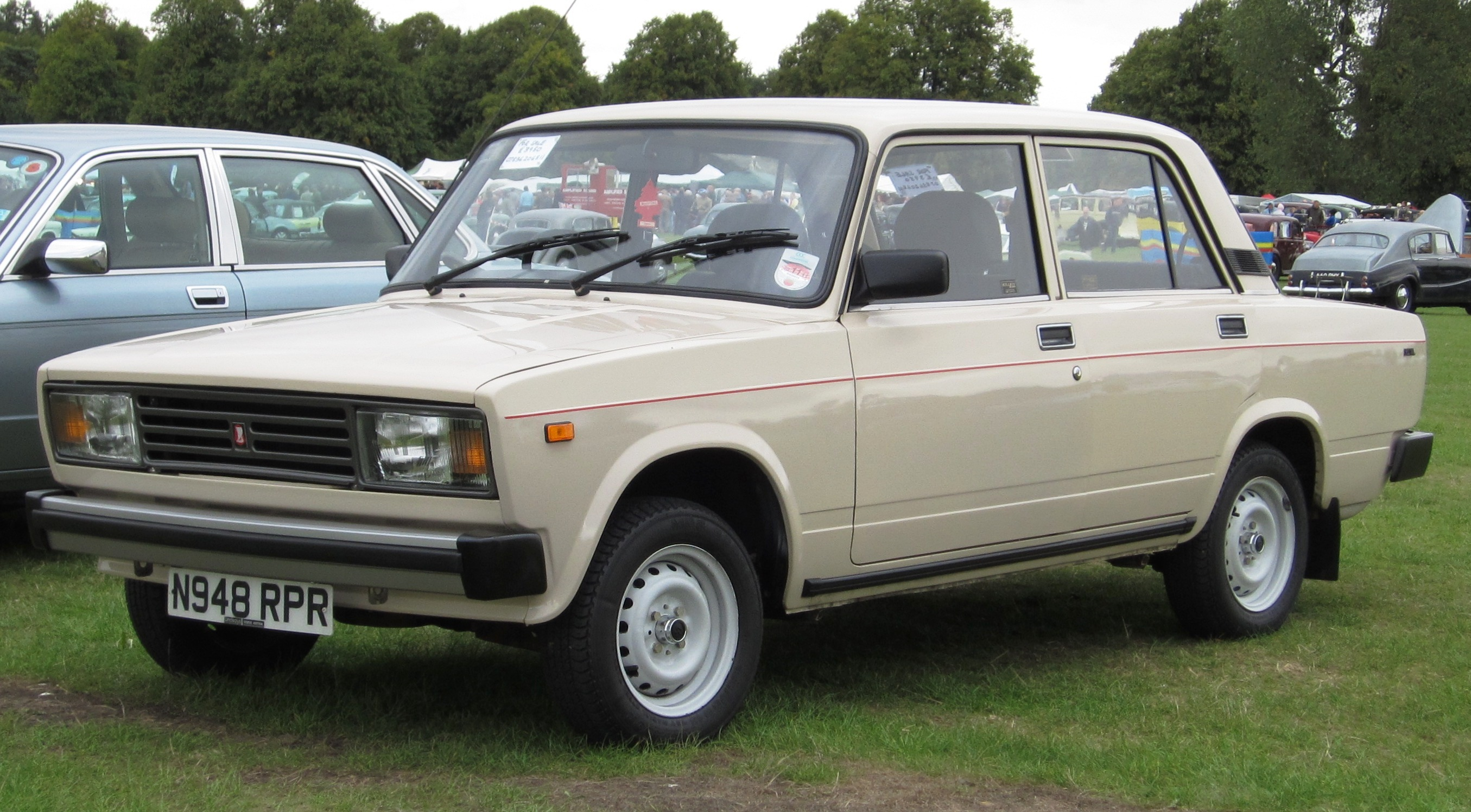
WAS-2105 „Lada“
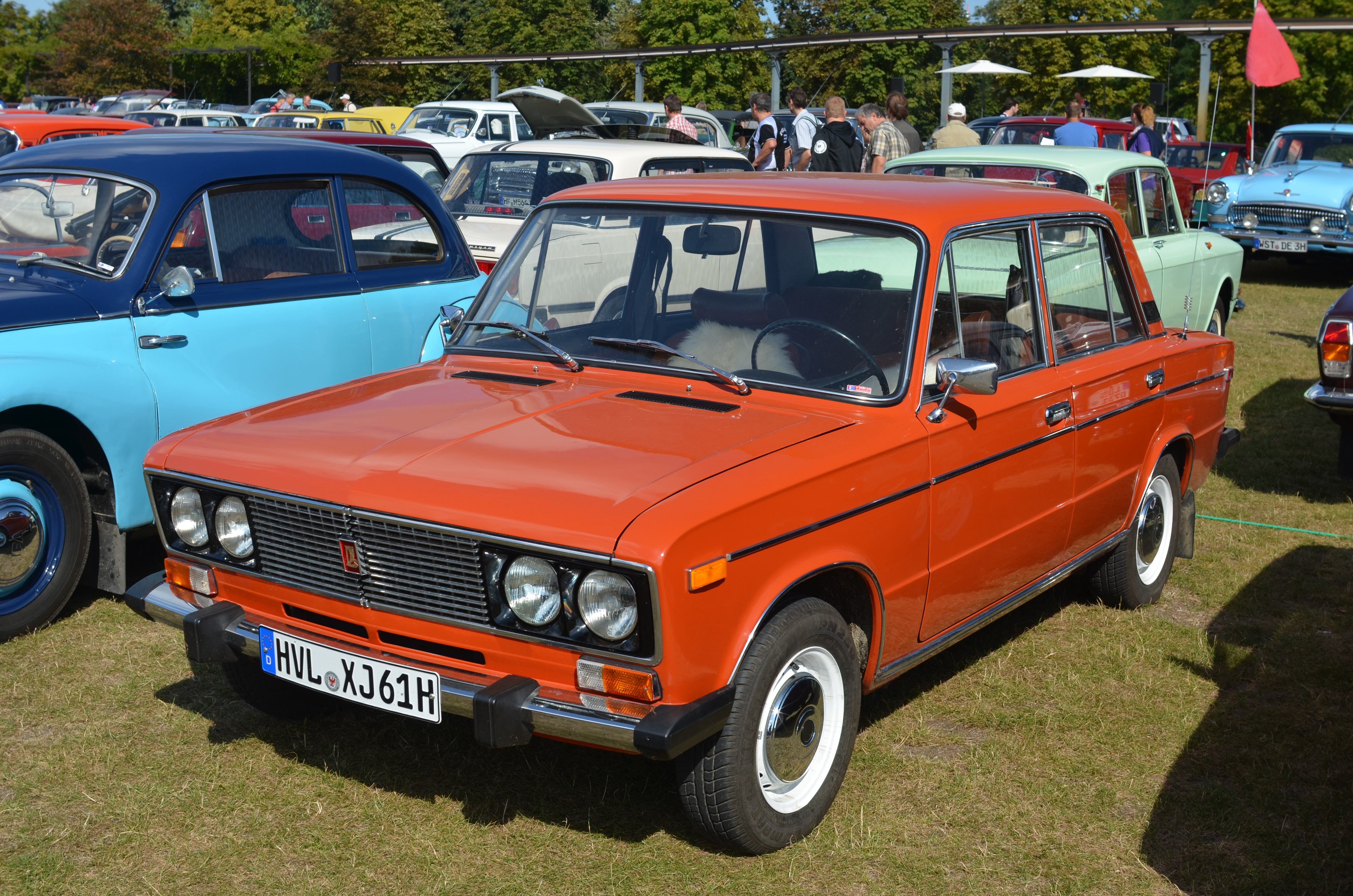
WAS-2106 „Lada 1600“
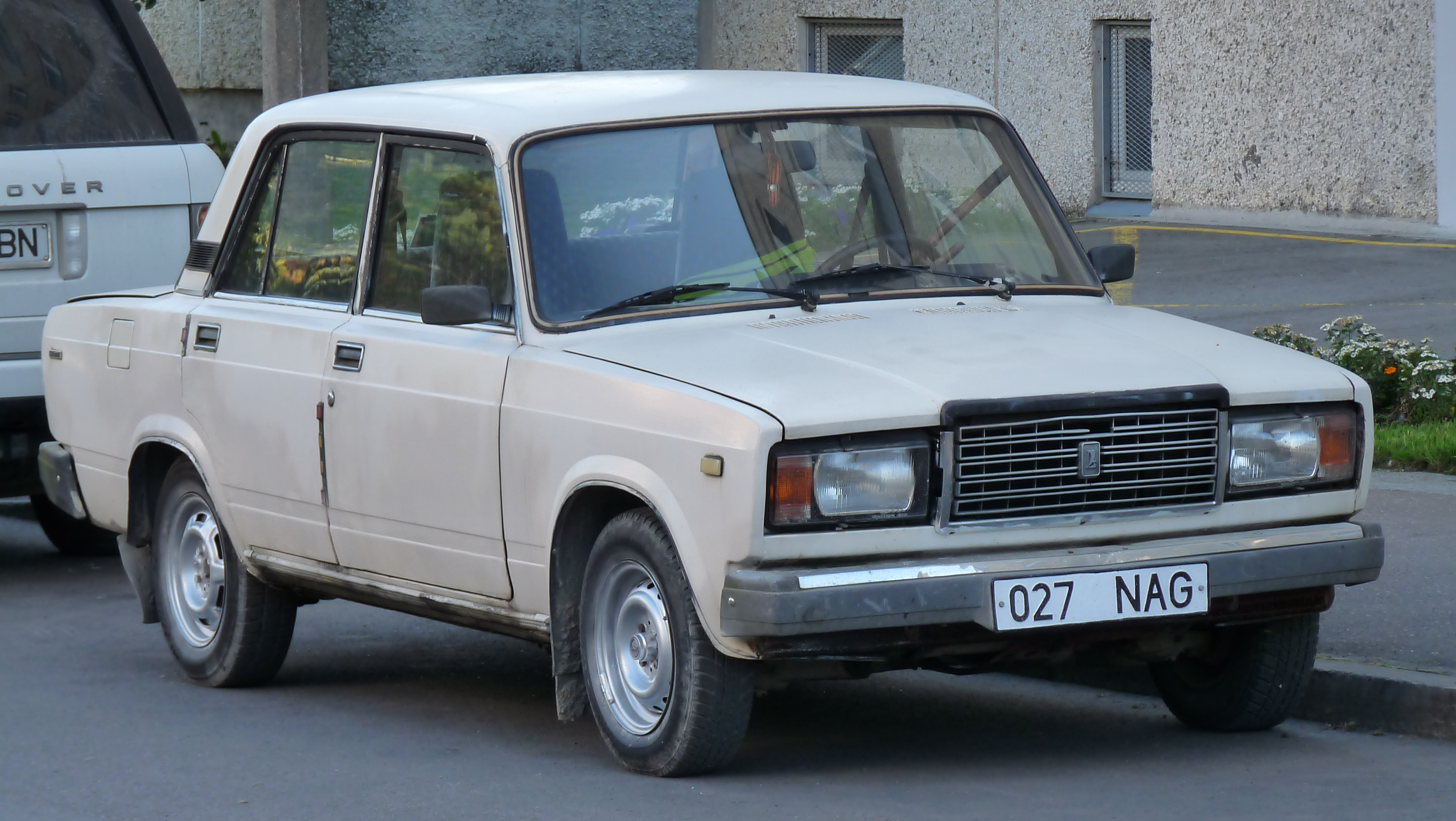
WAS-2107 „Lada“
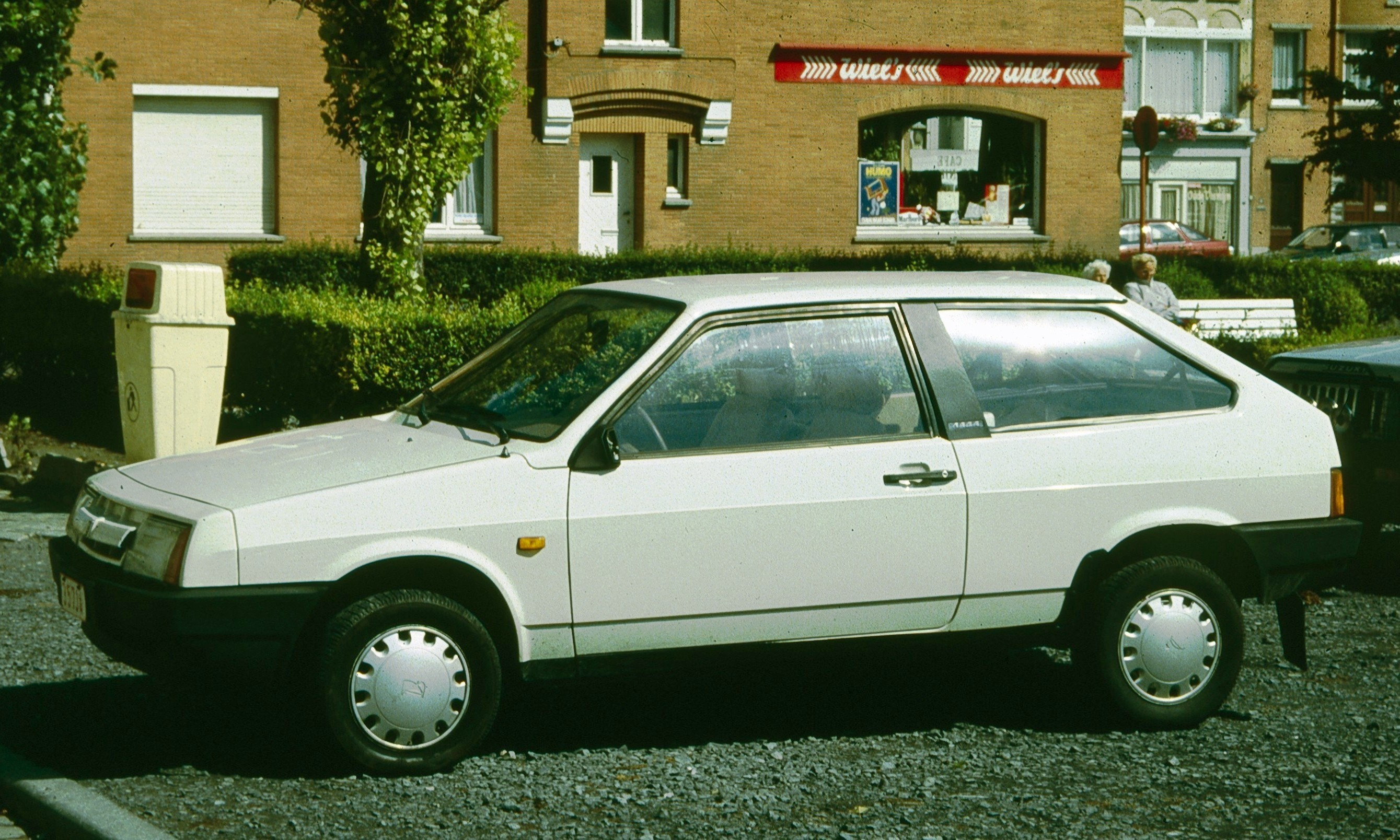
WAS-2108 „Samara“
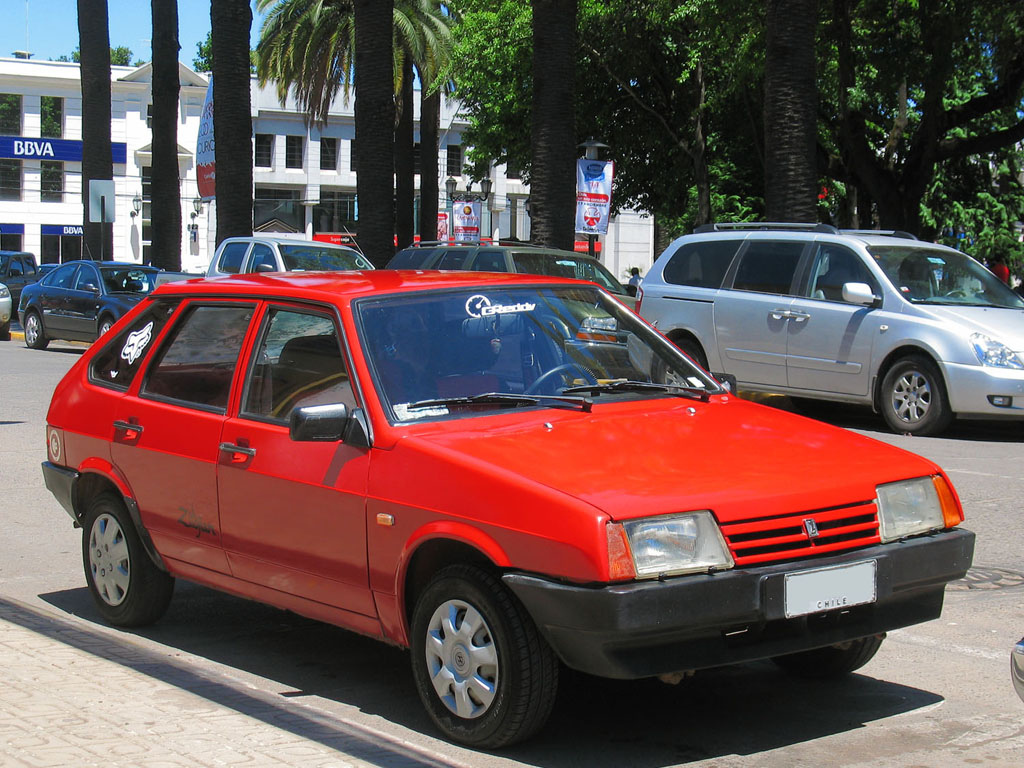
WAS-2109 „Samara“
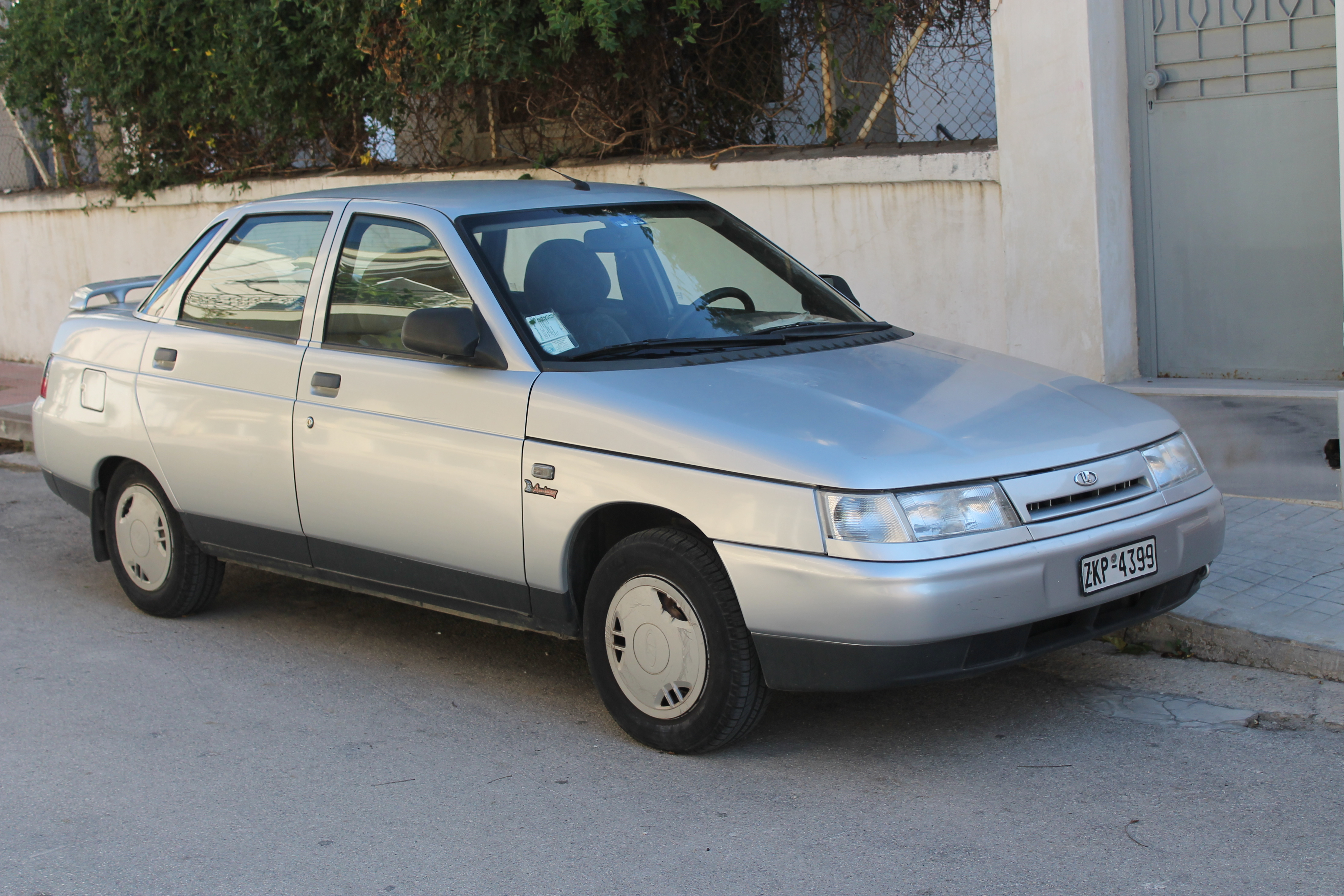
WAS-2110 „110“
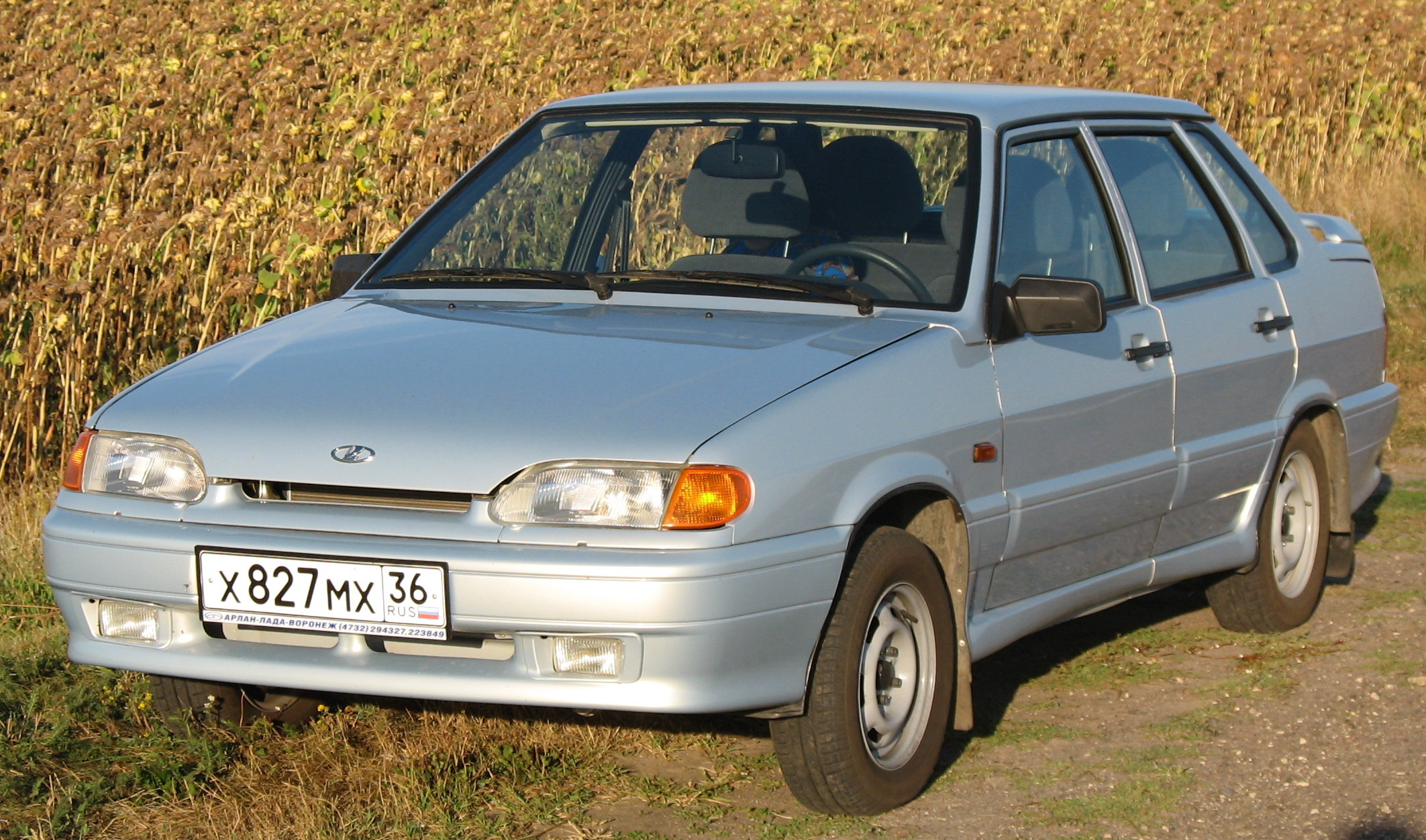
WAS-2115 „Samara“
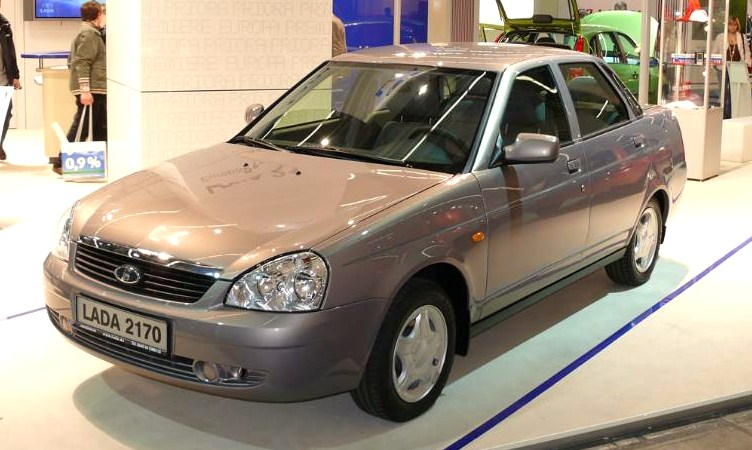
WAS-2170 „Priora“
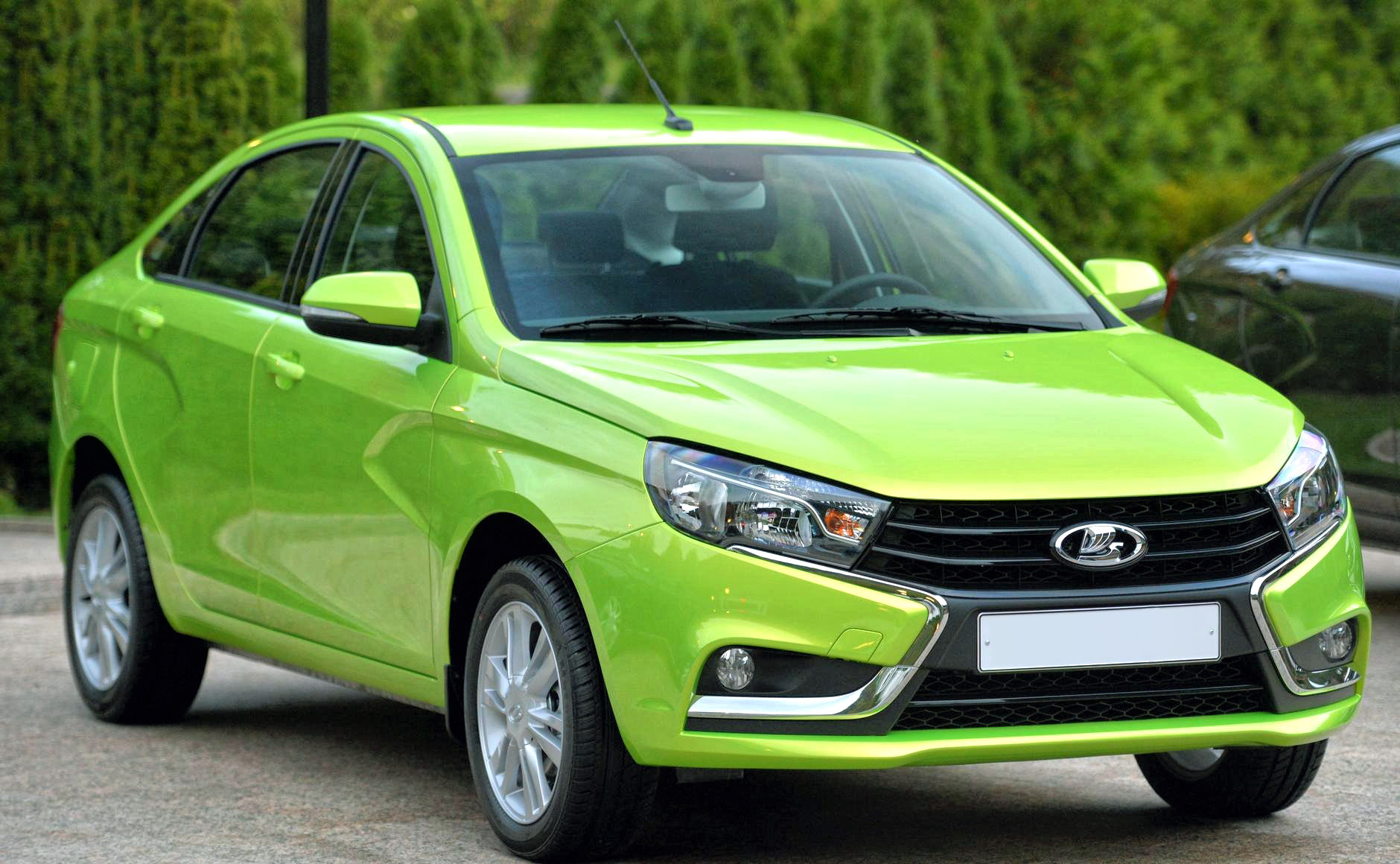
WAS-2180 „Vesta“
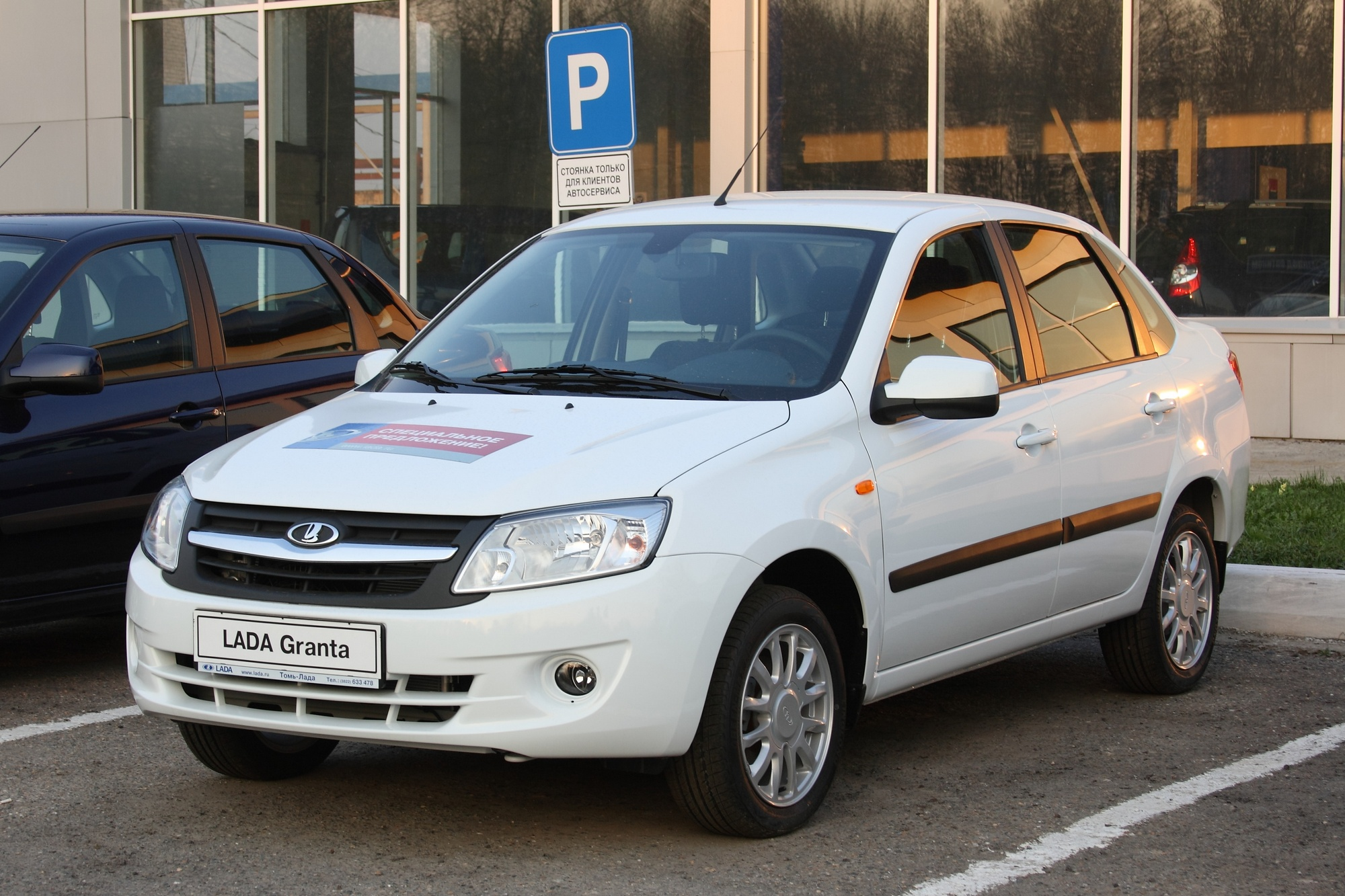
WAS-2170 „Granta“
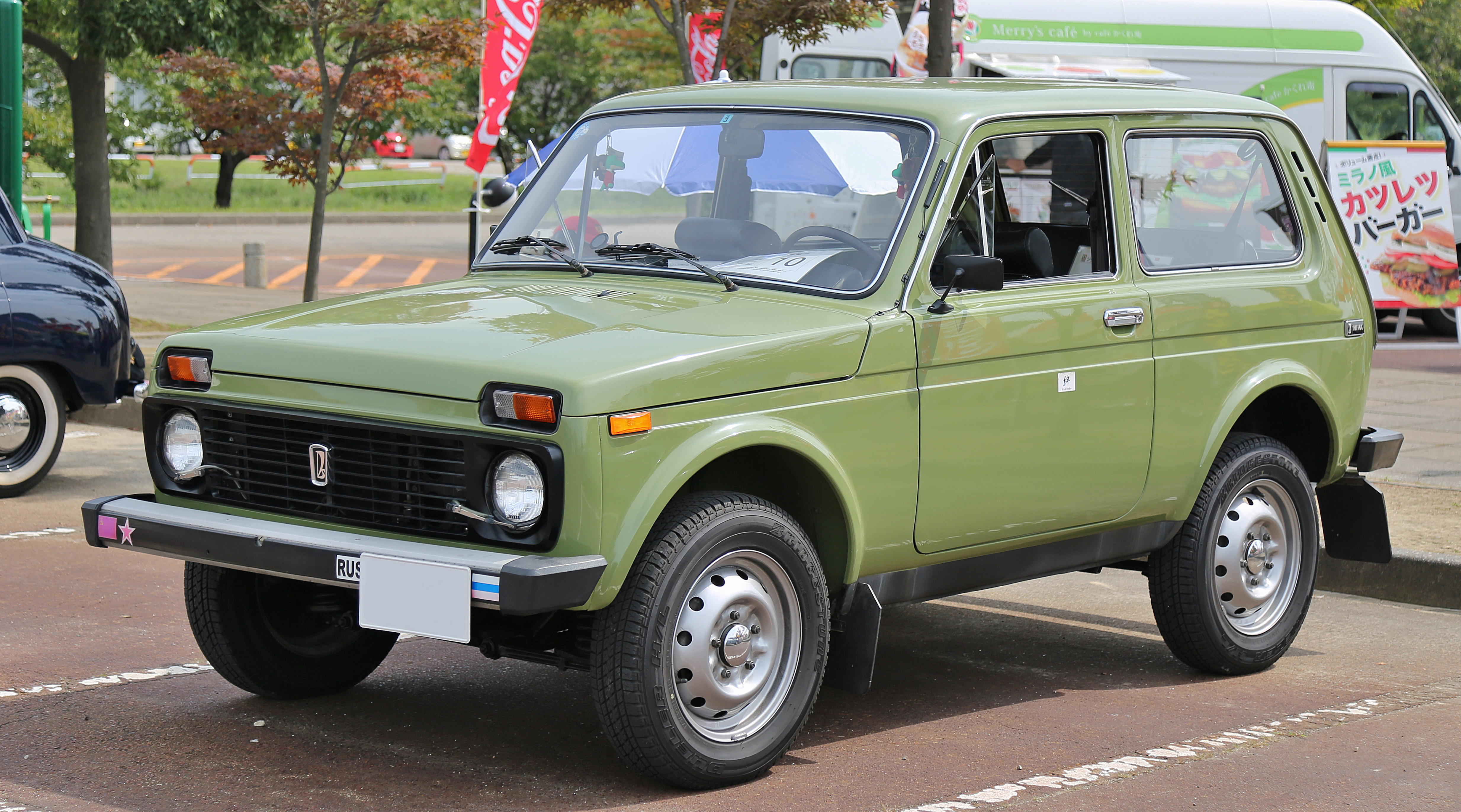
WAS-2121 „Niwa“
Lada X-Ray
Lada Iskra
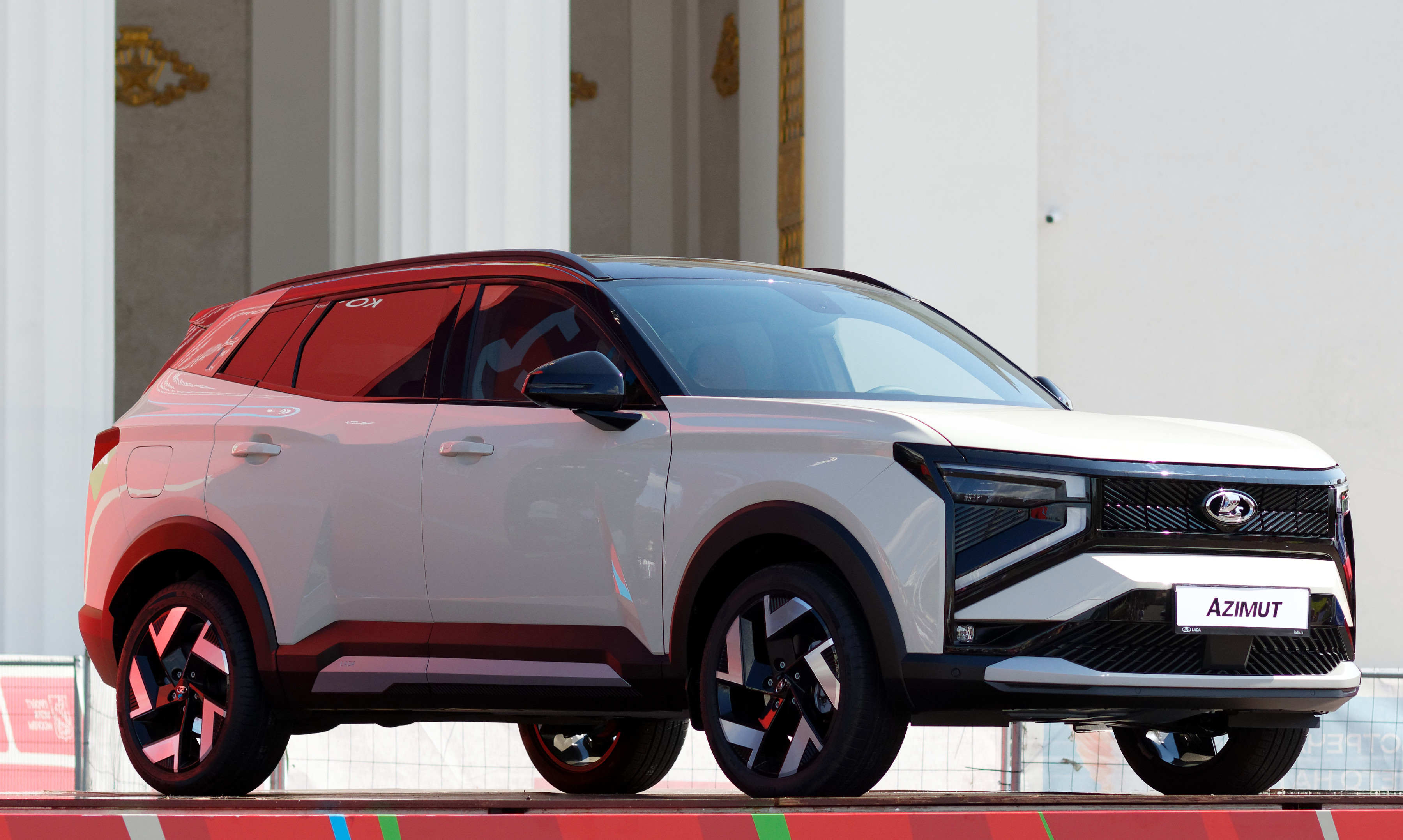
Lada Azimut

## Motorsport

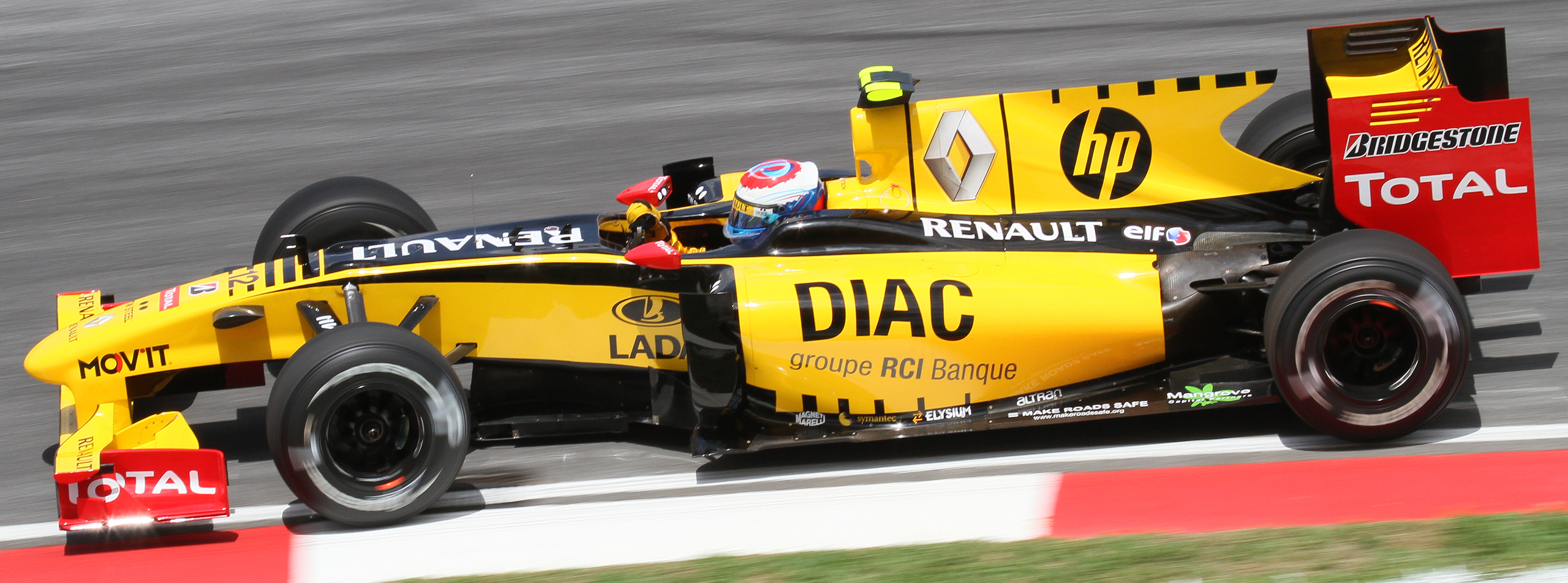
Lada-Logo am Renault R30

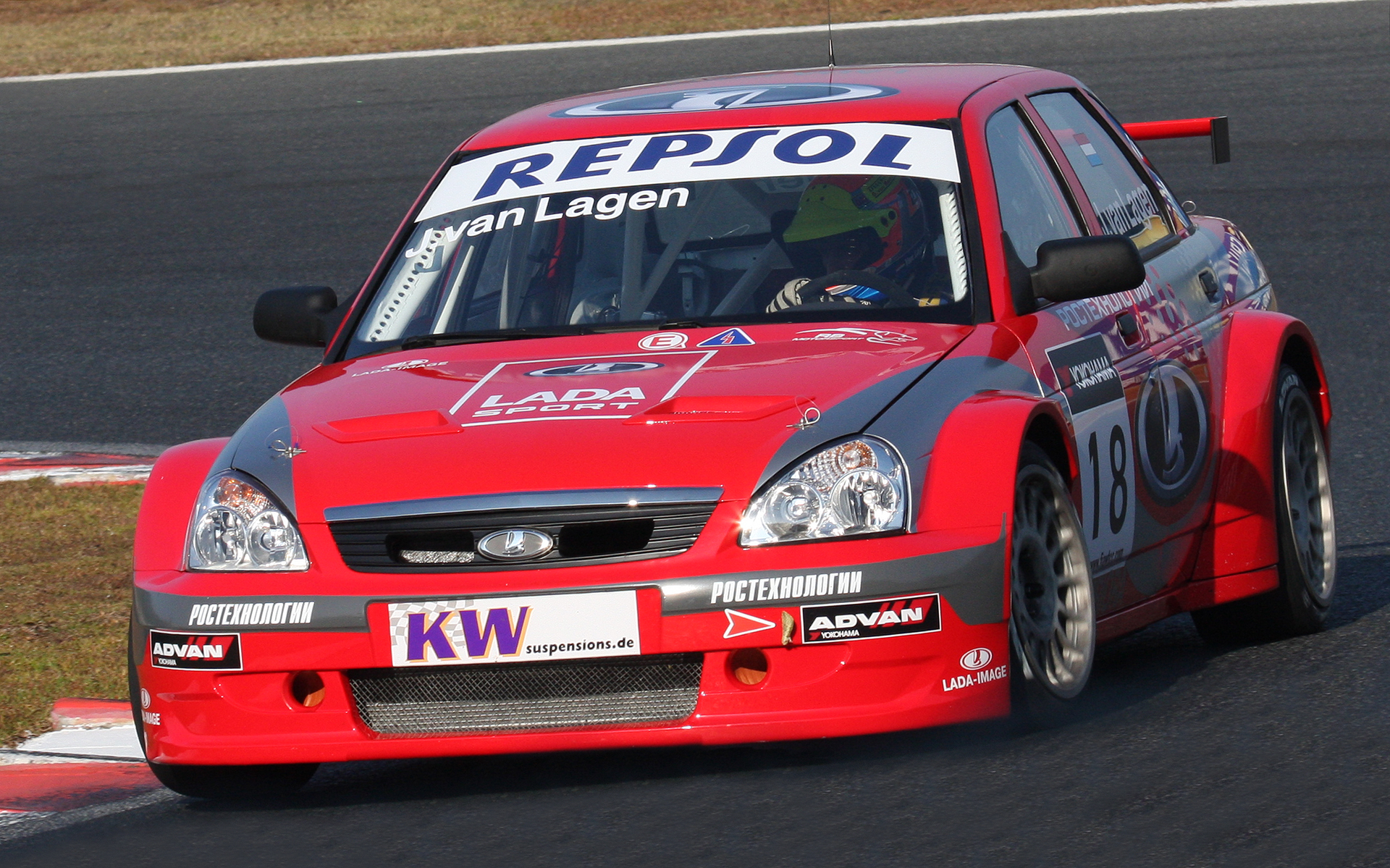
Lada Priora in der Tourenwagen-Weltmeisterschaft 2009

Bereits 2006 plante Lada, mit dem Lada 110 in die Tourenwagen-Weltmeisterschaft einzusteigen. Allerdings wurden die Pläne zunächst wieder verworfen. Das Privatteam Russian Bears Motorsport erwarb später die bereits fertig entwickelten Fahrzeuge und brachte sie in der Saison 2008 in der Tourenwagen-Weltmeisterschaft an den Start. Vor der anschließenden Tourenwagen-Weltmeisterschaft 2009 entschloss Lada sich erneut zu einem Werkseinsatz und unterstützte fortan die russische Mannschaft, die offiziell unter der Bezeichnung Lada Sport an den Start ging. Anfänglich war das werksseitige Engagement von wenig Erfolg gekrönt, da es den Fahrzeugen noch an Wettbewerbsfähigkeit mangelte. Im Laufe der Saison folgte ein neuer, stärkerer Motor und wenige Wochen später mit dem Lada Priora eine neue Karosserie. Zur gleichen Zeit wurde mit dem ehemaligen britischen Tourenwagen-Meister James Thompson ein routinierter Rennfahrer unter Vertrag genommen. Im Anschluss daran konnte Lada sich im Mittelfeld etablieren und Thompson erzielte im letzten Saisondrittel in Imola die ersten Weltmeisterschaftspunkte für Lada.
Zu Beginn des Jahres 2010 herrschte zunächst Unklarheit über eine Fortsetzung des Werksengagements von Lada in der Tourenwagen-Weltmeisterschaft. Obwohl Lada sich 2009 zu einem dreijährigen Programm in der Tourenwagen-Weltmeisterschaft verpflichtete und bereits Verträge mit Fahrern ausgehandelt waren, schrieb Lada sich unerwartet nicht in die Tourenwagen-Weltmeisterschaft 2010 ein. Stattdessen entschloss Lada sich kurzfristig zum Sponsern des Renault-F1-Teams, dessen Renault R30 das Lada-Logo vor den Seitenkästen trug.
Seit 2012 engagiert sich Lada wieder mit einem Werksteam in der Tourenwagen-Weltmeisterschaft (WTCC), zuerst mit dem Lada Granta 1.6T, ab 2016 mit dem Lada Vesta WTCC. Am 17. April 2016 gelang Nicky Catsburg mit dem Vesta als Drittem am Slovakiaring erstmals ein Podiumsplatz.